# Venetikó
Venetikó (en griego Βενέτικο) es una pequeña isla deshabitada en la unidad periférica de Mesenia. Se encuentra al sur del cabo Akritas perteneciente a la localidad de Koroni y a veces se le incluye como perteneciente al archipiélago de las islas Enusas mesenias.
El nombre antiguo era Theganoussa (Θηγανούσσα), Pausanias menciona la isla como "la isla desierta".
La isla ha sido designada como un destino de buceo. Junto con las islas de Sapientza, Schiza y el cabo Akritas está registrada por la UE como un área protegida en la red ecológica Natura 2000.